# Кримінальне право

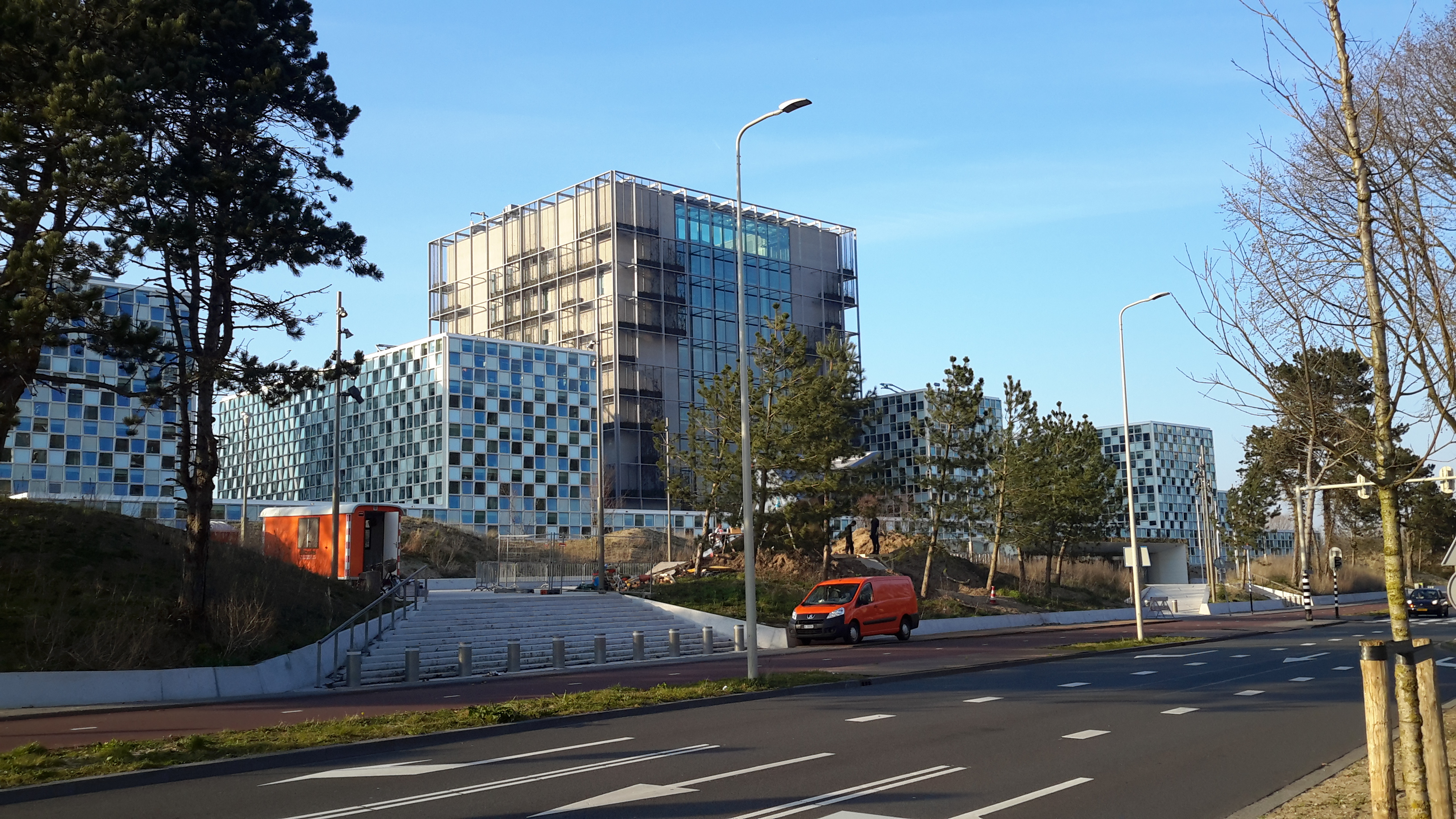
Міжнародний кримінальний суд

Криміна́льне пра́во — одна з фундаментальних галузей права, законодавства, наука (доктрина) і навчальна дисципліна. Кримінальне право як галузь права — це система (сукупність) юридичних норм, що встановлюють, які суспільно небезпечні діяння є кримінальним правопорушенням, і які покарання підлягають застосуванню до осіб, що їх вчинили.
Згідно з більш розлогим визначенням, Позитивне (об'єктивне) кримінальне право України — це сукупність правових норм, що визначають загальні принципи, умови та підстави кримінальної відповідальності; коло діянь, які внаслідок високого рівня суспільної небезпеки визнаються злочинами; види і розміри покарання та інші види кримінально-правового впливу, що застосовуються до осіб, які визнані винними у їх скоєнні, а також підстави та умови звільнення від відповідальності та від покарання.
Завдання кримінального права — правове забезпечення охорони прав і свобод людини і громадянина, власності, громадського порядку та громадської безпеки, довкілля, конституційного ладу від злочинних посягань, забезпечення миру і безпеки людства, а також запобігання злочинам.